# Fort de São Francisco Xavier

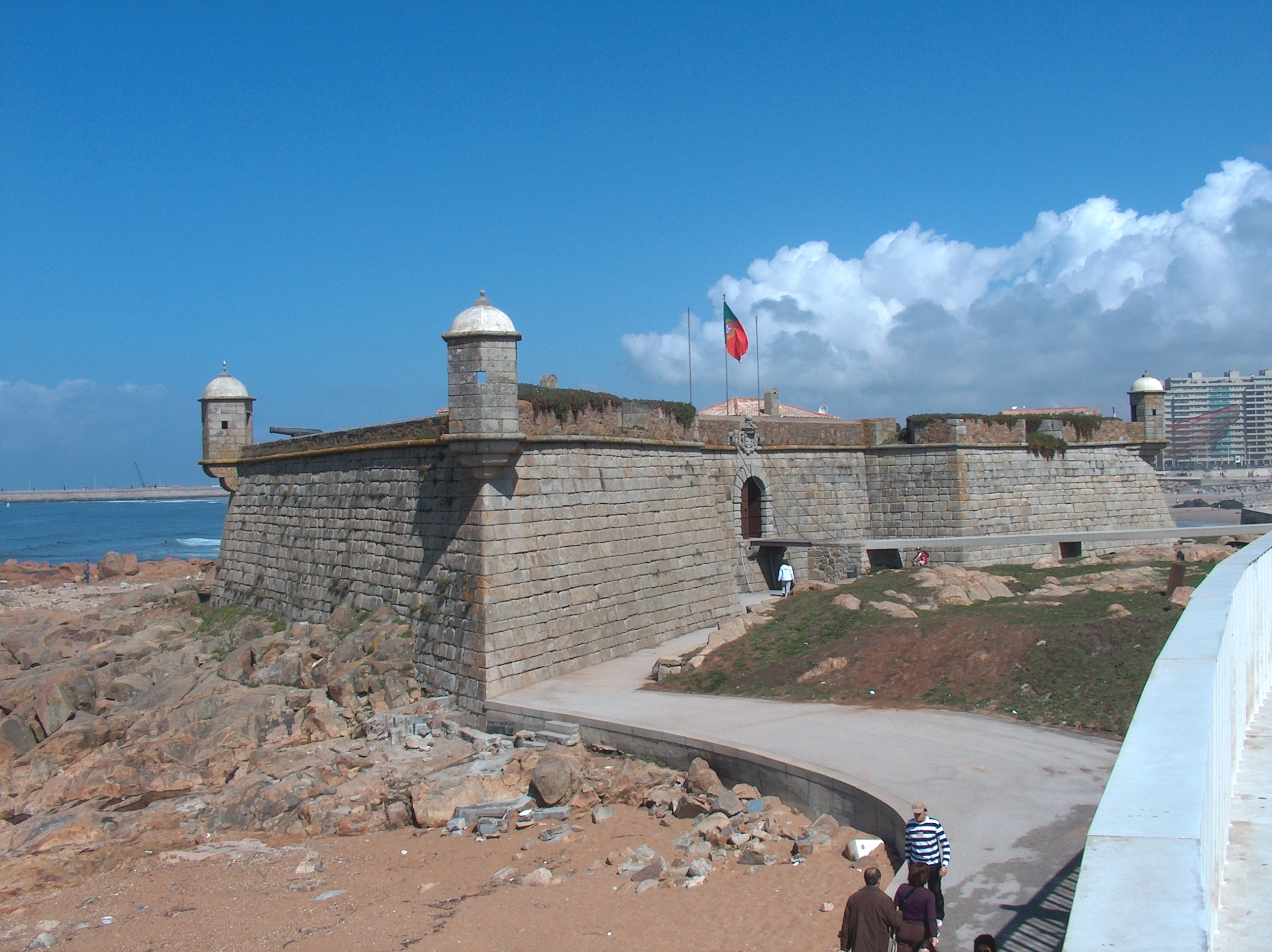
Fort de São Francisco Xavier

Le Fort de São Francisco Xavier est un fort situé près de Porto sur la côte atlantique entre les embouchures du Douro et du Rio Leça. On l'appelle aussi Castelo do Queijo (Château du Fromage). Ce nom fait référence à la forme des blocs de granit de la côte rocheuse à partir de laquelle il a été construit, dont l'altération a donné la forme de coussins arrondis ou de meules de fromage. Le fort date du milieu du XVIIe siècle et a été construit sur les vestiges d'un complexe plus ancien. Il est inscrit au titre des monuments depuis 1934 et se visite.

## Liens web
- Castelo do Queijo. Patrimoniocultural.pt (portugais)
- Castelo do Queijo sur Monumentos.pt, le site de l'Autorité portugaise des monuments